# 梶川久次郎
梶川 久次郎（かじかわ きゅうじろう、生没年不詳）は、江戸時代中期に活躍した蒔絵師である。

## 経歴・人物
江戸の生まれ。寛文の頃、徳川将軍の徳川家綱及び徳川綱吉に仕えた蒔絵師であった梶川彦兵衛の門人となり、蒔絵を学ぶ。
緻密な印籠蒔絵を得意とし、薄肉高蒔絵を基とした華麗な蒔絵を制作し、「梶川家」の蒔絵の代表的な蒔絵師となった。これによって、これ以降のその家系は「梶川蒔絵」と呼ばれ、一躍有名となった。

## 作品
- 『桃鳩蒔絵印籠』（東京国立博物館所蔵）

## 主な弟子
- 梶川文龍斎
- 梶川与四郎（桃秀）
- 梶川良延（松翠）

注：いずれも推定。